# NGC 2983
NGC 2983 ist eine linsenförmige Galaxie vom Hubble-Typ (RL)SB(s)0^+ im Sternbild Wasserschlange, die schätzungsweise 82 Millionen Lichtjahren von der Milchstraße entfernt.
Das Objekt wurde am 10. März 1785 von dem deutsch-britischen Astronomen William Herschel mit einem 48-cm-Teleskop entdeckt.